# Sistema numerico nonario
Il sistema numerico nonario (più comunemente "in base nove") è un sistema numerico posizionale in base 9, cioè che utilizza solo 9 simboli (tipicamente 0, 1, 2, 3, 4, 5, 6, 7, 8) invece dei 10 del sistema numerico decimale usato comunemente.
Ecco una tabella che confronta le rappresentazioni binarie, nonarie e decimali dei numeri dallo zero al quindici:
| binario | nonario | decimale |  | binario | nonario | decimale |
| ------- | ------- | -------- |  | ------- | ------- | -------- |
| 0       | 0       | 0        |  | 1000    | 8       | 8        |
| 1       | 1       | 1        |  | 1001    | 10      | 9        |
| 10      | 2       | 2        |  | 1010    | 11      | 10       |
| 11      | 3       | 3        |  | 1011    | 12      | 11       |
| 100     | 4       | 4        |  | 1100    | 13      | 12       |
| 101     | 5       | 5        |  | 1101    | 14      | 13       |
| 110     | 6       | 6        |  | 1110    | 15      | 14       |
| 111     | 7       | 7        |  | 1111    | 16      | 15       |

Perciò il numero decimale centoundici, ad esempio, la cui rappresentazione binaria è 1101111, può essere scritto come 133 in nonario.

## Definizione matematica (conversione in base 10)
La formula per convertire un numero da nonario a decimale (dove con d  si indica la cifra di posizione n all'interno del numero, partendo da 0) è
Il numero nonario c2 c1 c0 equivale al numero c2 × 92 + c1 × 91 + c0 × 90. Ad esempio 5439, dove c2 = 5, c1 = 4, c0 = 3, equivale al numero
543 9 = 5 × 92 + 4 × 91 + 3 × 90 = 405 + 36 + 3 = 444 10.

## Metodi di conversione

### Da nonario in ternario
Dato un numero in base nove (c1 c3 ... cn)9 di n cifre (ci) sono le singole cifre, ricordando che {\displaystyle 9=3^{2}} esso si converte in ternario nel seguente modo:
1. Si considera il numero nonario (c1 c2 ... cn)9, si prendono singolarmente le cifre di cui è composto e si convertono rispettivamente in cifre ternarie

- Esempio 1: Dato il numero (483)9, il corrispondente numero ternario è dato da:

Il numero ternario è (112210)3.

### Da ternario in nonario
Per convertire un numero dal sistema ternario a quello nonario si procede in modo analogo all'esempio precedente:
1. Si considera il numero ternario e, partendo da destra si divide in gruppi di 2 cifre ternarie. Se dopo l'operazione avanza una cifra, si aggiunge uno zero per coprire un gruppo di due.
2. Ogni gruppo va poi convertito nel corrispondente numero nonario

- Esempio 1: Convertire il numero (1122102)3 = (???)9:

## Applicazioni
La rappresentazione di un numero intero in base 3 richiede meno cifre della corrispondente in base 2; tuttavia, un numero scritto in base 3 è più lungo che in base 10, per questo in informatica i numeri ternari vengono talvolta codificati in base 9 o in base 27.